# Adolf Fredrik Lindblad

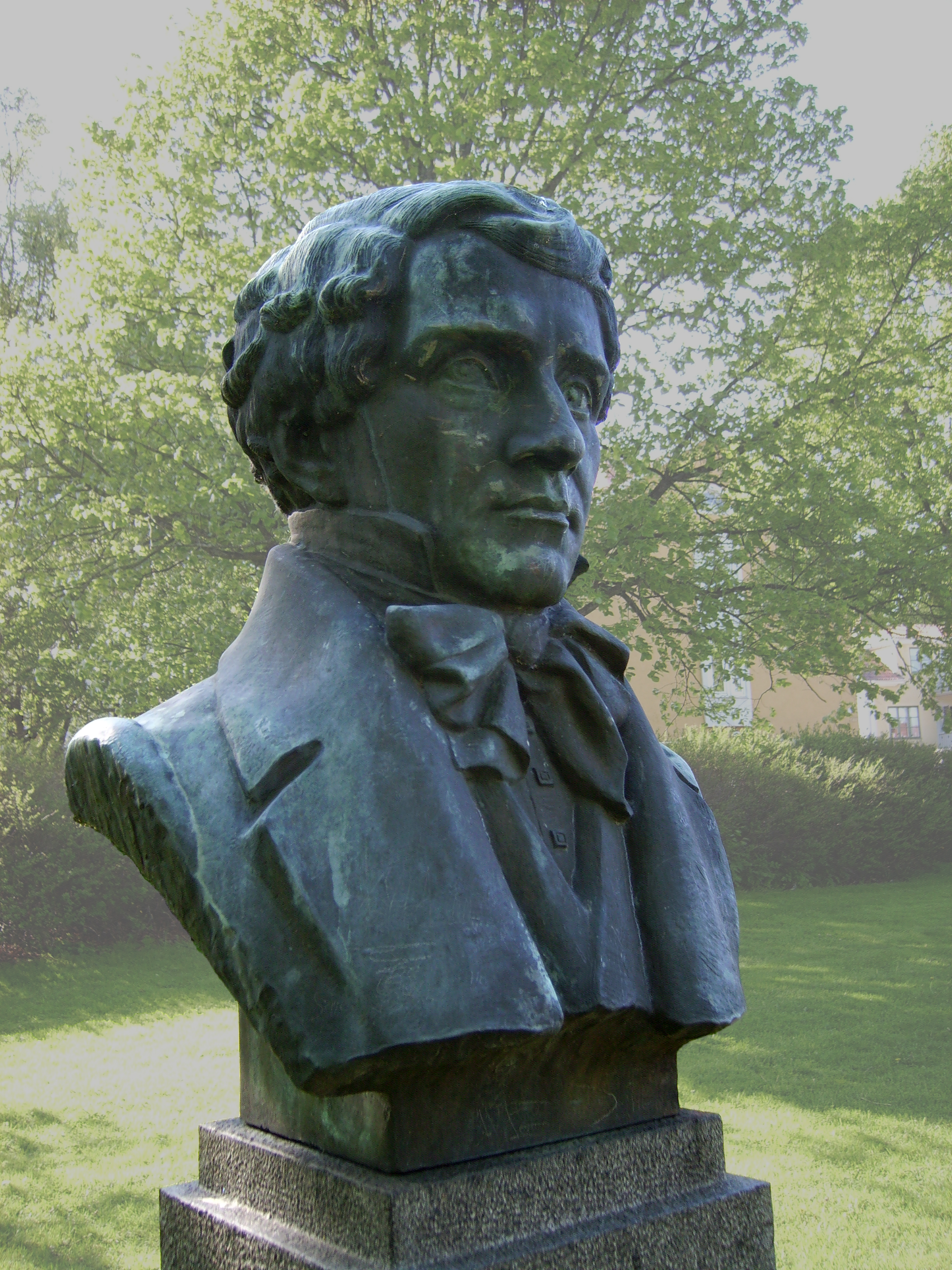
Adolf Fredrik Lindblads byst i Lindbladsparken i Skänninge.

Adolf Fredrik Lindblad, född den 1 februari 1801 i Skänninge, död den 23 augusti 1878 i Linköping (begravd på Skeda kyrkogård i Östergötland), var en svensk tonsättare.

## Biografi
Adolf Fredrik Lindblad föddes som utomäktenskaplig son till den 17-åriga gästgivardottern Märta Helena Friberg på gästgivaregården vid Stora Torget i Skänninge. Han togs tidigt om hand av köpmannen Carl Jacob Lindblad i Skänninge, gift med Lindblads mors moster. Det var efter Carl Jacob som Adolf Fredrik fick sitt efternamn Lindblad.
Från 1822 studerade han musik för J C F Haeffner vid Uppsala universitet och kom där i kontakt med samtidens främsta musikaliska och litterära personer, till exempel Erik Gustaf Geijer och P D A Atterbom med vars kusin, Sophie Kernell från Bleckenstad, han senare gifte sig. Överstinnan Malla Montgomery-Silfverstolpe välkomnade redan 1823 Lindblad till sina musikaliskt-litterära salonger och bidrog mycket till Lindblads utbildning och popularitet, bland annat ombesörjde hon hans studieresa till Tyskland 1825-1827 tillsammans med E G Geijer. Här studerade han bland annat för Zelter i Berlin och blev bekant med en annan av Zelters elever, Felix Mendelssohn.
1827–1861 drev Lindblad en musikskola i Stockholm. Bland hans elever återfanns bland andra kronprinsen, sedermera kung Oscar I, och hans barn, Prins Gustaf, "sångarprinsen"  kallad, (som bland annat skrev Sjungom studentens lyckliga dag), och prinsessan Eugenie, men framför allt sångerskan Jenny Lind som en längre tid bodde i det Lindbladska hemmet.
Lindblad var morfar till textilkonstnären Anna Casparsson (1861–1961).
I Lindblads rika musikaliska produktion märks 215 sånger, åtskilliga kammarmusikaliska stycken, operan Frondörerna och två symfonier. Operan och de båda symfonierna mottogs inte väl av hans samtid men senare tiders bedömare ser många kvaliteter i symfonierna. 
Symfoni nr. 1 uppfördes även i Gewandhaus i Leipzig under ledning av hans vän Felix Mendelssohn och fick mycket uppskattande kritik av Robert Schumann i en ledande tysk musiktidskrift.
Sångerna blev mycket uppskattade och renderade honom epitetet "den svenske Schubert". Många av dem är skrivna för sångerskan Jenny Lind.
I Statens porträttsamling på Gripsholms slott återfinns en bröstbild utförd av Johan Gustaf Sandberg 1841.

## Verkförteckning

### Orkesterverk
- Symfoni nr 1 i C-dur, op. 19, 1831–32, uruppförd den 25 mars 1832
- Symfoni nr 2 i D-dur, 1855, uruppförd den 6 maj 1855
- Marsch vid Oscar I:s kröning, 1844.

### Kammarmusik
- Violinsonat nr 1 i G-dur, op. 9
- Violinsonat nr 2 i D-dur, op. 11
- Violinsonat nr 3 i Ess-dur.
- Trio i g-moll för piano, violin och viola, op. 10
- Stråkkvartett nr 1 G-dur.
- Stråkkvartett nr 2 B-dur
- Stråkkvartett nr 3 C-dur.
- Stråkkvartett nr 4 h-moll.
- Stråkkvartett nr 5 F-dur.
- Stråkkvartett nr 6 Ess-dur.
- Stråkkvartett nr 7 A-dur (finalen förkommen)
- Stråkkvartett nr 8 F-dur (endast första satsen finns bevarad)
- Stråkkvartett nr 9 G-dur
- Stråkkvartett nr 10 C-dur.
- Stråkkvintett nr 1 A-dur, (framförd 1829)
- Stråkkvintett nr 2 F-dur (framförd 1885.)

### Pianomusik
- Pianosonat A-dur (1828 ev. ofullbordad)

- Ett litet stycke, Tempo di Marcia, A-dur.

- Smärre kompositioner, häfte 1 "Till mina döttrar" (1861)  
  - 1. Allegretto
  - 2. Poco andante
  - 3. Andante con moto
  - 4. Un poco vivace ma grazioso
  - 5. Fughetta, Andante con moto
- Smärre kompositioner, häfte 2 "Till mina döttrar" (1862)  
  - 6. Andante con moto e con espressione
  - 7. Allegro
  - 8. Moderato,
  - 9. Allegro vivace.

- Smärre kompositioner, häfte 1 (1884) 
  - 1. Allegretto
  - 2. Allegro
  - 3. Allegro
  - 4. Andante
  - 5. Andante con moto
  - 6. Allegro ("Tandvärksfantasi")
  - 7. Allegretto
  - 8. Andante
- Smärre kompositioner, häfte 2 (1884) 
  - 9. Andante
  - 10. Allegro
  - 11. Allegro molto
  - 12. Andante
  - 13. Allegretto
  - 14. Allegretto
  - 15. Poco allegro
  - 16. Andante con moto
- Smärre kompositioner, häfte 3 ”Till mina döttrar" (1885) 
  - 17. Andante con moto
  - 18. Allegro
  - 19. Allegretto quasi più Allegro
  - 20. Andante
  - 21. Allegretto
  - 22. Andante
  - 23. Andante con moto
  - 24. Più Allegro
  - 25. Allegretto

- Pianostycken, i autograf [några publicerade i Efterlämnade arbeten, huvudsakligen komponerade under 1860-talet]. 
  - 1. Meditation
  - 2. Allegro ma non troppo et grazioso
  - 3. Lento
  - 4. Fuga, Allegro moderato,
  - 5. [Utan titel]
  - 6. Allegretto con più moto
  - 7. Visa, Allegretto vivace
  - 8. Menuetto
  - 9. [Utan titel]
  - 10. Allegretto grazioso
  - 11. Tandvärksfantasi
  - 12. Andante con più moto
  - 13. Moderato quasi allegretto
  - 14. [Utan titel]
  - 15. Allegro
  - 16. Andante
  - 17. Bön utan ord/Vid barnens bön
  - 18. ”Till Malla och lilla Emil”, Allegretto
  - 19. [Utan titel]
  - 20. Klockringning, Largo
  - 21. Allegro
  - 22. [Utan titel],
  - 23. Tillegnan
  - 24. ”För Mallas stilla hand och milda anslag”, Ej fort,
  - 25. Sång utan ord
  - 26. ”För all del ej för fort men med uttryck”
  - 27. Sång utan ord
  - 28. Förr, Sång utan ord
  - 29. Nu, Sång utan ord
  - 30. Sång utan ord
  - 31. Farväl, Adagio.

- Sena kompositioner i autograf (1872−73) 
  - 1. Visa utan ord
  - 2. Visa utan ord
  - 3. Con espressione
  - 4. [Utan titel]
  - 5. [Utan titel]
  - 6. Visa utan ord
  - 7. [Utan titel]
  - 8. [Utan titel]
  - 9. Andante
  - 10. Andante con moto
  - 11. Con espressione ma con moto
  - 12. [Utan titel]
  - 13. [Utan titel]
  - 14. [Utan titel]
  - 15. [Utan titel]

- Två pianostycken (publicerade på 1920-talet)
  - 1. Allegretto
  - 2. Quasi andante

- Pianostycken (1877) 
  - 1. Andante,
  - 2. ”Sista stycket”, Andante.

### Körverk a cappella
- Mitt folk "Mitt svenska folk"
- Vilda, mäktiga Sinne, njut!, jägarkör ur Lycksalighetens ö (Text: P. D. A. Atterbom), publicerad i Musik för sång och för fortepiano, 1824.
- En sommarafton "Öfver skogen, öfver sjön" (Text: Adolf Fredrik Lindblad), publicerad i sju sångstycken, 1836.
- På gamla dagar "O Eduard! Minns du väl så långt tillbaks" (Text: Adolf Fredrik Lindblad), publicerad i Sånger vid forte-piano, häfte 5, 1840.
- Sång vid framkomsten till Köpenhamn d. 23 juni 1845 ("Fritt må stormarna gå"), komponerad 1845.
- Svenska flottans minnen 
  - 1. Flaggan opp! "Hissa flaggan, ärad utaf verlden" (Text: Oscar Fredrik)
  - 2. Chapmans grafhäll "Främling, ej till ledungsfärder" (Text: Oscar Fredrik, komponerad 1858.)
- Tanken "Tanke se hur fogeln svingar" (trio)
- Ett bröllopskväde "Blida stjernor" (SATB, 1862)

#### Med ackompanjemang
- Begravningskantat för sopran, bas, kör (STB) och piano (1818)
- Om winterqväll, sångcykel för blandad kör och piano (text: A.F. Lindblad), uruppförd 1845
  - 1. Introduktion "Om vinterqväll"
  - 2. En vårdag "Giv akt! Nu kommer vår’n"
  - 3. En sommarmorgon "Tidigt om morgon jag ilar till strand"
  - 4. En sommarafton "Öfver skogen, öfver sjön".
- Drömmarne, sångcykel för blandad kör och piano (text: A.F. Lindblad efter Thekla Knös), uruppförd 1851 (Finns också för orkester)
  - 1. Stilla på himlen molnen de segla
  - 2. De till dalens hyddor smyga
  - 3. Till den gamles bädd de gå
  - 4. Ännu en dröm
  - 5. Och andra drömmar gå
  - 6. Vid sin lampa tänkar'n somnat
  - 7. Lärkan i skyn
  - 8. Med en barnbön på sin mund.

### Flerstämmiga vokalverk
- Två- och trestämmiga sånger vid pianoforte, tryckt 1847. 
  - 1. De förlofvade ("Din vilja är min lag"), sopran och tenor.
  - 2. Gnabb och försoning ("Min herre nej!"), två sopraner.
  - 3. Lektion ("Kärleken är en Gud med vingar"), två sopraner.
  - 4. Tanken ("Tanke, se hur fågeln svingar"), sopran, tenor och bas.
- På gamla dagar ("O Eduard! Mins du väl så långt tillbaks", A.F. Lindblad), sopran och tenor, tryckt 1840.

### Solosånger
215 solosånger (varav 77 till egen text) utgivna i 9 band 1878–90.
- Musik för sång och fortepiano, tryckt 1824.
  - 1. Erster Verlust/Den första förlusten ("Ach! Wer bringt sie schönen Tage/Ack! Hvem ger mig känslans tider", J.W. von Goethe)
  - 2. Sjömans-Sång ("Vid vindars sång", von Zeipel)
  - 3. Berg och Dal ("Så mörk är ej skog", P.D.A. Atterbom), Jägarkör ("Vilda, mäktiga Sinne, njut!", P.D.A. Atterbom)
  - 4. Romans ("Ungmön i lunden på jagtnätet band", P.D.A. Atterbom)
  - 5. Felicias sång ("Säg mig vackra bi, du lilla", P.D.A. Atterbom)
  - 6. Svanhvits sång ("Stilla, o stilla", P.D.A. Atterbom)
  - 7. Der Sänger/Sångarn ("Was hör ich draussen vor dem Thor/Derutanföre hvilket ljud", J.W. Goethe).

- Der Norden-Saal, eine Sammlung schwedischer Volkslieder, 2 volymer (översatt av A. von Helwig), tryckt 1826. Tillägnad Felix Mendelssohn.
  - 1. Die Prüfung/Prövningen ("Die Jungfrau sie ging zum Meeresstrand/Jungfrun hon gick till sjöastrand")
  - 2. Swen im Rosenhaim/Sven i Rosengård ("Sag an wo bliebst du so lange/Hvar har du varit så lång")
  - 3. Die Berg- Gefangene/Den bergtagna ("Und früh zu der Christmett/Och jungfrun hon skulle till ottesången gå")
  - 4. Herzog Silfverdal/Hertig Silfverdal ("Ihr meine liebe Hofherrn/Och kära min hofmän")
  - 5. Die Jungfrau im blauen Walde/Jungfrun i blå skogen ("Die Jungfrau sie sollte wohl zur Krankenwarte gehn/Jungfrun hon skulle sig åt vakerstugan gå")
  - 6. Die kleine Karin/Liten Karin ("Die kleine Karin diente am jungen Königs Hof/Och liten Karin tjente")
  - 7. Die Meerfrau/Hafsfrun ("Herr Hildebrand er sprach zu seiner Mutter so/Herr Hildebrand han talte till sin moder")
  - 8. Ritter Olle/Riddar Olle ("Ritter Olle reitet wohl gen Süd das Eiland lang/Riddar Olle rider sig Allt söder om ö")
  - 9a. Das Lied von Necken/Neckens polska ("In des Meeres tiefen Wunderhallen/Djupt i hafvet på demantehällen", A.A. Afzelius)
  - 9b. Der Neck/Näcken ("Stieg sont auf vom tiefsten Grunde", C. Klingeman), samma melodi som föregående
  - 10. Der Norden Saal/Nordländarns minnen ("Fern hin im Nord glänzet herrlich der Saal/Fjerran i Norden lyser salen så klar", S.J. Hedborn)
  - 11. Der Kloster-Raub/Herr Karl eller Klosterrovet ("Herr Karl trat vor seiner Mutter hin/Herr Carl han gick för sin fostermodern in")
  - 12. Nachtwächter Lied/Brandvaktsrop ("Zwölf hat die Glock/Klockan är tio slagen!")"

- Sju sångstycken (A.F. Lindblad), tryckt 1836. 
  - 1. En ung flickas morgonbetraktelse ("Jag är så glad idag")
  - 2. Nära ("Fågeln på grenen sjunger lika gällt")
  - 3. Fjerran ("Vind du som smeker min flickas kind")
  - 4. Sotargossen ("Huh, huh! Jag fryser")
  - 5. En sommarmorgon ("Tidigt om morgon jag ilar till strand")
  - 6. En sommarafton ("Öfver skogen, öfver sjön")
  - 7. Gammalmodig visa ("Stilla sjung din sång").

- Svenska visor af Atterbom, publicerad 1838. 
  - 1. Jungfrun i lunden ("Sommaren kommer")
  - 2. Apelgården ("Jag vet mig så fager en apelgård")
  - 3. Sorg ("Det är visst ingen i verlden till")
  - 4. Trohet ("Den kärlek till dig jag bär")
  - 5. Sparfven ("Muntra sparf i linden")
  - 6. Friskt mod ("Friskt upp mitt hjerta")

- Nya sånger vid forte-piano (A.F. Lindblad), tryckt 1838. 
  - 1. I dalen ("O sköna lund, der näktergalar slå!")
  - 2. På berget ("Högt här uppå berget")
  - 3. Bröllopsfärden ("Solen går ned")
  - 4. För evigt ("Öfver vågors klara speglar")
  - 5. Den ensamma ("År från år kommer vår")
  - 6. Obesvarad kärlek ("Svara på mitt ögas fråga!")
  - 7. Farväl ("O, farväl du blomsterdal!")
  - 8. Saknad ("Jag hade en vän")
  - 9. Gubben vid vägen ("Glada ungdom se min nöd")

- Nyare sånger vid forte-piano, (A.F. Lindblad), tryckt 1838. 
  - 1. Om kom – nej, dröj ("Om kom, dock nej, låt mig få njuta")
  - 2. Skjutsgossen på hemvägen
  - 3. Om natten ("O, hvad sällsam fröjd")
  - 4. Dalkullevisan ("Vandrat har jag mil så långa")
  - 5. Den moderlösa ("Ack käraste vänner")
  - 6. Invaliden ("Se, hvad han står")
  - 7. I en ung flickas minnesbok ("Tro ej på minnet")
  - 8. Am Aarensee ("Am Aarensee, da rauscht der vielgrüne Wald", von Schlippenbach)
  - 9. Får gå ("Barn jag var, sprang ur min kammar")
  - 10. Visa ("Hvad jag af allting älskat mest")

- Sånger vid forte-piano, häfte 5, (A.F. Lindblad), publicerad 1840. 
  - 1. Ack nej, ack nej, du vet det ej ("Säg vet du väl")
  - 2. Mån tro, jo, jo ("Hvad månd det landet heta")
  - 3. Frieriet ("Ack Betty, af ditt ögonpar")
  - 4. Om aftonen ("Hör ej på vindens suckar i skogen")
  - 5. Varning ("Se konvaljerna små")
  - 6. En vårdag ("Lärkan drillar upp i skyn")
  - 7. En sommardag ("Om ljufva ensamhet")
  - 8. Bekännelse ("Sjunger jag, så hör du mig")
  - 9. På gamla dagar ("O Eduard! Mins du väl så långt tillbaks"), duett ST
  - 10. I behåll ("Nu är jag nöjd och stilla")

- Jenny Linds farväl/Avskedssång ("Då jag var barn"), tryckt 1841. Sjunget på dess afskeds concert i Stockholm d. 21 juni 1841

- Sånger vid Forte-piano (text av A.F. Lindblad om inte annat anges), tryckt 1851−52. 
  - 1. Hjertats vaggsång ("Jag vill vagga med hjerta till ro")
  - 2. Fåfäng varning ("Skogens hind, lätt som en vind")
  - 3. Bland vilden i dalen djupa (P.D.A. Atterbom)
  - 4. Som mörka bäcken rinner (P.D.A. Atterbom)
  - 5. Föresats ("O, jag vill ej sjunga")
  - 6. I maj 1844 ("I rätt och sanning")
  - 7. Till Sophie ("Som floden sakta i sin dal")
  - 8. En dagkarls visa ("Med min spade gick jag här")
  - 9. Vaggvisa ("Jag sjunger för min lilla", F.M. Franzén)
  - 10. Den skeppsbrutne ("Hans koja stod vid sjön")
  - 11. Slåttervisa ("Skarp min lie nu jag slipa må")
  - 12. Den öfvergifna ("Löf och örter och blommor små", J.L. Runeberg)
  - 13. Ny kärlek ("Skenets boja vid min ande icke trycker")
  - 14. Flickan vid vattnet ("Floden hör jag brusa")
  - 15. Om hösten ("Så tog då sommaren så snart en ända")
  - 16. Mitt lif ("Strid på brädden af en graf", J.L. Runeberg)
  - 17. Dödgräfvarsång ("Till ro, till ro!")
  - 18. Ur Vårbetraktelser under sjukdom ("Här ligger jag ännu", J. Freese)
  - 19. Vid en spegelklar sjö en sommarafton ("Nu somnar hvar fläkt öfver vågen", P.D.A. Atterbom).

- Sånger vid piano-forte, häfte 6, tryckt 1845. 
  - 1. Illusion ("Än du dig mot ljusets höjder svingar", A.F. Lindblad)
  - 2. Hon skrifver ("En stund jag har att skrifva dig till", A.F. Lindblad)
  - 3. Aftonen ("Aftonen nalkas, i skuggornas hägn", E.J. Stagnelius)
  - 4. Jag lefver väl som en dufva (P.D.A. Atterbom)
  - 5. Balders bål ("Midnattssolen på berget satt", E. Tegnér).

- Tre sånger vid piano-forte, tryckt 1847. 
  - 1. Glädjen ("I varelser känner I glädje?", P.D.A. Atterbom)
  - 2. Höstqvällen ("Hur blekt är allt", J.L. Runeberg)
  - 3. Hon vill ej sjunga mer ("Å nej, det tror jag ej", A.F. Lindblad).

- Nio smärre sånger vid piano-forte, tr. 1851−52. 
  - 1. Silvio till Laura ("Jag fann dig", C.W. Böttiger),
  - 2. Förr och nu ("Förr ständigt i krig", A.F. Lindblad)
  - 3. Den gamle ("En konung syns den gamle mig", A.F. Lindblad)
  - 4. Bedragen väntan ("Och sjön han slår så hårt mot strand", A.F. Lindblad)
  - 5. Den tvifvlande ("O, hade jag ett ögonpar", J.L. Runeberg)
  - 6. I höet ("Bäst ängen stod i prakt", T. Knös)
  - 7. Misstanken ("Hur din kind är purpurröd", A.F. Lindblad)
  - 8. Ånger ("O, kom åter", A.F. Lindblad)
  - 9. Helsning till den annalkande ålderdomen ("Min koja har stått så månget år", A.F. Lindblad).

- Sånger vid piano-forte, 2 volym, Till Thekla, (Th. Knös), publicerad 1856. 
  - 1. Strykningsvisa ("Ha jern så varmt och snällt")
  - 2. Den flitiga handen ("Vid min flickas sybord")
  - 3. Barfota ("Sakta lilla foten blyger")
  - 4. Den bortgångne ("Jag minnes dig")
  - 5. Systern ("Ack i din inre, i din tysta verld").

- Svenska Flottans Minnen (Oscar Fredrik), tillkommen 1858.
  - 1. Östersjön ("Du blommande haf")
  - 2. Flaggan opp! ("Hissa flaggan, ärad utaf verlden"), TTBB
  - 3. Jonas Hökenflykt ("Har du skådat örnens flygt")
  - 4. Psilander ("En blåögd Julidag")
  - 5. Nils Ehrensköld ("Kung Karl en flykting var")
  - 6. Chapmans grafhäll ("Främling, en till ledungsfärder"), TTBB.

- Sånger och visor, tryckt 1866. 
  - 1. Afslag ("O förlåt, vredgas ej", A.F. Lindblad)
  - 2. Erik Gustaf Geijer ("Framåt, framåt", A.F. Lindblad)
  - 3. Hvar är mitt hem (T. Knös)
  - 4. A une femme ("Enfant, si j'étais roi", V. Hugo)
  - 5. Tröstung ("Es ziehen am Himmel die Wolken so grau", Krimer)
  - 6. Till enkefru Anna E. Geijer ("Anna, Anna! Ilande gå", A.F. Lindblad)
  - 7. Hon varken hör eller ser ("Hör du ej", A.F. Lindblad)
  - 8. Tvekan ("Ja, ja, nej, nej! Hvad fruktar, hvad ängslas du så", A.F. Lindblad)
  - 9. Vid barnens aftonbön ("O Gud! Du dig förbarmar", A.F. Lindblad)
  - 10. Efter läsningen af en tendensdikt ("Det talas, det skrifves", A.F. Lindblad)
  - 11. Till godheten ("Du mig bevekt", U. von Feilitzen)
  - 12. Tidigt om morgonen ("Sjusofverska lilla", T. Knös)
  - 13. En qvinna vid sitt arbete ("Hell, lugna, tysta tankar", T. Knös)
  - 14. Nattviolen ("Nu blommar nattviolen", U. von Feilitzen)

- 13 nya sånger vid piano, tryckt 1868. 
  - 1. Naturbetraktelser ("Ser jag hur blommor små", Th. Knös)
  - 2. Uplandsflickan ("Jag kom öfver ängen", C.E. Fahlcrantz)
  - 3. Sagan ("Berätta vill jag en saga", T. Knös)
  - 4. Tillegnan till en vän ("Förlåt, min vän, jag kommer", A.F. Lindblad)
  - 5. Diclythra Formosa/Trädgårdslyran ("Vackra lilla blomster", T. Knös)
  - 6. Efter solnedgången ("Månsken darrar öfver vågen", Th. Knös)
  - 7. Mognadt förstånd ("En liten pilt på renen", A.F. Lindblad)
  - 8. Förtröstan ("Timmarne ilat", A.F. Lindblad)
  - 9. Der schlummernde Amor ("Er liegt und schläft", M. Claudius)
  - 10. Önskan i salongen ("O, blefve den strålande salen", Th. Knös)
  - 11. Visiter ("Hör tamburens klocka", Th. Knös)
  - 12. Aftonstämning ("När solen sig sänker", Th. Knös)
  - 13. Reminiscens ("Auf Wiedersehn", A.F. Lindblad)

- Fänrik Ståls sägner satta i musik, 4 volymer, (J.L. Runeberg), tryckt 1856. 
  - 1. Vårt land ("Vårt land, vårt land, vårt fosterland")
  - 2. Vårt land ("Vårt land, vårt land, vårt fosterland"), annan melodi, TTBB
  - 3. Fänrik Stål ("Till flydda tider")
  - 4. Ur Molnets broder ("Nu är åsen i min stuga bruten")
  - 5. Ur Molnets broder ("Ej med klagan skall mitt minne firas")
  - 6. Veteranen ("Han reste sig ansenlig")
  - 7. Löjtnant Sidén ("Det var den tappre löjtnant Sidén")
  - 8. Torpflickan ("Red mig en graf")
  - 9. Sven Dufva ("Sven Dufvas fader var sergeant")
  - 10. von Konow och hans korporal ("Och jag har icke dragit dig upp ur dyn")
  - 11. Den döende krigaren ("Försvunnen var en blodig dag")
  - 12. Otto von Fieandt ("Från Christina var en man")
  - 13. De två dragonerna ("Stål så hette en")
  - 14. Sandels ("Sandels han satt i Pardela by")
  - 15. Döbeln vid Jutas ("Herr prosten talte")
  - 16. Fältmarskalken ("Gladt i Frantsila ett jubel ljöd")
  - 17. Gamle Hurtig ("Aldrig brusto ord i bivuaken")
  - 18. Kulneff ("Och efter qvällen räcker till")

- Nio sånger af Elias Sehlstedt, tryckt 1868[5]. 
  - 1. Reseintryck på isen mellan Sandhamn och Stockholm ("Vid femti års ålder blef stugan mig trång")
  - 2. Lifvets saga ("Liten stump jag sjunga vill")
  - 3. Vår-rim ("O hvad kip, o hvad kip")
  - 4. Segelsång ("Kula i, lilla vind")
  - 5. Bostället ("Min Gud, så trefligt")
  - 6. Den gamle lotsen ("På den ödsliga häll")
  - 7. Våren kommer ("Våren arbetar allt hvad han förmår")
  - 8. Min förtröstan ("Jag tänker stundom")
  - 9. Skaldekonsten ("Man frågat mig")

- Sånger och visor vid pianoforte, 1-8, publicerad 1879-80. 
  - 1. Vinterfärd ("Och jag for öfver sjö", E. Sehlstedt),
  - 2. Resan ("Det var vinter, min bror", E. Sehlstedt).

- Aftonstunder i hemmet, nya sånger och visor vid piano, 4 volymer, tryckt 1871-72. 
  - 1. Neckrosen ("Och pilten sprang neder", C.W. Böttiger)
  - 2. Den första lärkan ("I Tyskland marken re'n var grön", C.W. Böttiger)
  - 3. Karin Månsdotters vaggvisa för Erik XIV ("Sof, du stormiga hjerta, sof", Z. Topelius)
  - 4. Karin Månsdotters vaggvisa för Erik XIV ("Sof, du stormiga hjerta, sof", Z. Topelius), alternativ version
  - 5. Sylvias visa ("En liten fågel fjerran", Z. Topelius)
  - 6. Det sägs ("Flicka, hvad ditt ögonpar", E. Bäckström)
  - 7. Hvar? ("Hvar, o hvar på de rullande verldarnes klot", C.W. Böttiger)
  - 8. Spinnvisa ("Jag spinner min tråd", Z. Topelius)
  - 9. Ensamhet ("O, vor´ jag det minsta bland lingonen små", Z. Topelius)
  - 10. Barnatro ("Du fattige sparf uppå taket", Z. Topelius)
  - 11. Vårdagsgryning ("Luft, friska luft", E. Bäckström)
  - 12. Källsökaren ("Jag går så tyst", T. Knös)
  - 13. Flyktingen ("Glädje, bida nu", C.W. Böttiger)
  - 14. Sken och ljus ("Låt dig ej af ytan fånga", C.W. Böttiger)
  - 15. På afstånd ("Hur skön du står der", E. Bäckström)
  - 16. Furien och engeln ("På besök kom till mitt sjuka hjerta", C.W. Böttiger)
  - 17. Sågqvarnen ("I dalens djup jag ofta står", C.W. Böttiger)
  - 18. Vissna blommor ("De blommor jag vågat ge", E. Bäckström)
  - 19. Sagorna ("Hon lekte med mig förr så gladt", E. Bäckström)
  - 20. Regnbågen ("En båge står högt öfver åker och by", Z. Topelius)
  - 21. Midsommarnatt ("Vi möttes på den högsta topp", Z. Topelius)
  - 22. På nattlig is ("Jag gick öfver isen", Z. Topelius)
  - 23. På sveden ("Mitt stål är hvasst", Z. Topelius)
  - 24. Klostergården ("Mellan skogens dunkla grenar", E. Bäckström)
  - 25. Aprilnarri ("Kom glada gosse, hör", Z. Topelius)
  - 26. Fosterländsk sång ("Det rinner strömmar många", A.F. Lindblad)
  - 27. Vallhjons sång ("Jag vallar så trogen", A.F. Lindblad)
  - 28. Mitt läseri ("Jag har min lust och mitt sinne för mig", A.F. Lindblad)
  - 29. Helsningssång ("Den blida, sköna sångarmön")
  - 30. Tyst, låts om ingenting ("När ingen hör mig", Alida)
  - 31. Venez, mon enfant (V. Hugo)
  - 32. Tonen ("I skogen smågutten gik", B. Björnson)
  - 33. I barndomshemmets trädgård ("Lindar, der min lefnads saga runnit opp", E. Bäckström)
  - 34. Min mammas förklädsband ("Jag ser mig sjelf en liten en", O. Stig).

- Efterlämnade sånger, tryckt 1879. 
  - 1. Sie haben heut' Abend Gesellschaft (H. Heine)
  - 2. Wie kannst du ruhig schlafen (H. Heine)
  - 3. So hast du ganz und gar vergessen (H. Heine)
  - 4. Ja, du bist elend, und ich grolle nicht (H. Heine)
  - 5. Wir haben viel für einander gefühlt (H. Heine)
  - 6. Lieb Liebchen, leg's Händchen auf's Herze mein (H. Heine)
  - 7. Morgens steh ich auf und frage (H. Heine)
  - 8. Still ist die Nacht (H. Heine)
  - 9. Der Asra ("Täglich ging die wunderschöne Sultanstochter", H. Heine)
  - 10. Fader vår ("Fader vår som är i himmelen)
  - 11. Vattenliljan ("Jag ser Atlanten sina massor jaga", C. Snoilsky)
  - 12. Moll och Dur ("Ensam i sin bur liten fågel sitter", G.W. Blanchet)
  - 13. Ett sommarhem ("Min hydda uppå berget står", A.F. Lindblad)
  - 14. Postscriptum till Thekla [Knös] ("Du försåtligt på mitt piano lade", A.F. Lindblad)
  - 15. Svar på "Palinodia" och fortsättningen av grälet [med G. Wennerberg] ("Nej, nej, min bror, A.F. Lindblad)
  - 16. Till Lotten ("Stilla, tyst, klaga ej", A.F. Lindblad)
  - 17. Till Fru Sophie d´Ailly ("Se dig ej omkring", A.F. Lindblad)
  - 18. Till Grefvinnan Mathilde de la Gardie ("De blommor som jag fått", A.F. Lindblad)
  - 19. Afskedssång ("Det är i dag för sista gången", A.F. Lindblad)
  - 20. Fridshelsning ("Hvarför fråga ständigt så?", Urban)
  - 21. Min fönsterträdgård ("Jag har en fönsterträdgård", R. Winter)
  - 22. Den 16 september 1877 ("Minnets fagra mör som vakta", O. Stig)
  - 23. Under sjukdom ("Haf tröst, min själ, förtvifla ej", A.F. Lindblad)
  - 24. Den 1 februari 1878 ("Till segels än min farkost går", Urban)
  - 25. Sista visan ("Gammal och svag, dag efter dag", A.F. Lindblad) Nota bene ("Ser du ängeln?").

### Sceniska verk
- Frondörerna, opera. 1823-35. Uppförd först åtta gånger på 1830-talet på Kungliga Teatern i Stockholm och igen vid invigningen av nya operahuset i Stockholm den 19 september 1898. Jenny Lind fick sin första sångroll i denna opera.

Symfonierna, många av sångerna, inklusive de två nämnda sångcyklerna, och en del av kammarmusiken finns på cd-inspelningar.

### Arrangemang
- Der Nordensaal "Fern hin im Nord glänzet herrlich der Saal/Fjerran i Norden lyser salen så klar" (Text: S. J. Hedborn), för röst och piano, tryckt 1826.